# Palmovke
Palmovke (Arecaceae /ærəkeɪsiˌaɪ, -siːˌiː/) je družina večletnih cvetočih rastlin v redu enokaličnic Arecales. Njihova rastna oblika so lahko plezalke, grmovnice, drevesne in brezstebelne rastline, splošno znane kot palme. Tiste, ki imajo drevesasto obliko, imenujemo palme. Trenutno je znanih 181 rodov z okoli 2600 vrstami, od katerih je večina omejena na tropsko in subtropsko podnebje. Večino palm odlikujejo veliki, sestavljeni, zimzeleni listi, znani kot rese, ki so razporejeni na vrhu nerazvejanega stebla. Vendar pa palme izkazujejo ogromno raznolikost fizičnih lastnosti in naseljujejo skoraj vse vrste habitatov znotraj svojega območja, od deževnih gozdov do puščav.
Palme sodijo med najbolj znane in najbolj ekstenzivno gojene družine rastlin. Skozi večino zgodovine so bile pomembne za ljudi. Veliko običajnih izdelkov in živil izhaja iz palm. V sodobnem času se palme pogosto uporabljajo tudi v krajinskem oblikovanju. V mnogih zgodovinskih kulturah so bile palme zaradi svoje pomembnosti hrane simboli za ideje, kot so zmaga, mir in plodnost.

## Etimologija
Beseda Arecaceae izhaja iz besede areca s pripono -aceae. Areca izhaja iz portugalščine prek malajalskega അടയ്ക്ക (aṭaykka), ki izvira iz dravidskega *aṭ-ay-kkāy (»areca areca«). Pripona -aceae je ženska množina latinskega -āceus (podoben).

## Morfologija
Ne glede na to, ali gre za grmovnice, drevesa ali trte, palme rastejo na dva načina: posamično ali v grozdih. Običajna upodobitev je samoten poganjek, ki se konča s krono listov. Ta monopodialni značaj lahko kažejo ležeči člani, člani brez debla in tisti, ki tvorijo deblo. Nekatere navadne palme, ki rastejo samotno, vključujejo Washingtonijo in Roystoneo. Palme lahko namesto tega rastejo v redkih, a gostih sestojih. Deblo razvije pazdušni brst na listnem vozlu, običajno blizu baze, iz katerega požene nov poganjek. Nov poganjek nato ustvari aksilarni brst in posledica je navada združevanja. Izključno simpodijski rodovi vključujejo ratan, Guihaia in Rhapis. Več rodov palm ima samotne in skupne člane. Palme, ki so običajno samotne, lahko rastejo v grozdih in obratno. Te aberacije kažejo, da navada deluje na en sam gen.
Palme imajo velike, zimzelene liste, ki so bodisi dlanasto (pahljačasti) bodisi pernato (peresnolistni) sestavljeni in spiralasto razporejeni na vrhu stebla. Listi imajo na dnu cevasto ovojnico, ki se ob zrelosti običajno na eni strani razcepi. Socvetje je kos ali klas, obdan z enim ali več ovršnimi listi ali lopaticami, ki ob zrelosti olesenijo. Cvetovi so večinoma majhni in beli, radialno simetrični in so lahko eno- ali dvospolni. Čašni in cvetni listi so običajno po trije in so lahko različni ali združeni na dnu. Prašnikov je običajno šest, z nitkami, ki so lahko ločene, pritrjene druga na drugo ali pritrjene na pestič na dnu. Plod je običajno enosemenska koščica (včasih podobna jagodi), vendar nekateri rodovi (npr. Salacca) lahko vsebujejo dve ali več semen v vsakem plodu.
Tako kot vse enokaličnice tudi palme nimajo zmožnosti povečanja širine stebla (sekundarna rast) prek iste vrste vaskularnega kambija, ki ga najdemo pri neenokaličničnih lesnatih rastlinah. To pojasnjuje valjasto obliko debla (skoraj konstantnega premera), ki jo pogosto opazimo pri palmah, za razliko od obročastih dreves. Vendar ima veliko palm, tako kot nekatere druge enokaličnice, sekundarno rast, čeprav se pogosto imenuje »nenormalna sekundarna rast«, ker ne izvira iz enega samega vaskularnega kambija, ki proizvaja ksilem navznoter in floem navzven.
Arecaceae so med enokaličnicami opazne zaradi svoje višine in velikosti semen, listov in socvetij. Ceroxylon quindiuense ali voščena palma, kolumbijsko nacionalno drevo, je najvišja enokaličnica na svetu, saj doseže do 60 metrov višine. Coco de mer ali morski kokos (Lodoicea maldivica) ima med vsemi rastlinami največja semena, premera 40–50 centimetrov in tehta 15–30 kilogramov vsako (kokosovi orehi so drugi največji). Palme rafija (Raphia spp.) imajo med vsemi rastlinami največje liste, dolge do 25 metrov in široke 3 metre. Vrste Corypha imajo med vsemi rastlinami največje socvetje, visoko do 7,5 metrov in vsebuje milijone majhnih cvetov. Stebla Calamusa lahko dosežejo 200 metrov dolžine.

## Razširjenost in habitat
Večina palm je doma v tropskem in subtropskem podnebju. Palme uspevajo v vlažnem in vročem podnebju, vendar jih je mogoče najti v različnih habitatih. Njihova pestrost je največja v vlažnih, nižinskih gozdovih. Južna Amerika, Karibi ter območja južnega Pacifika in Južne Azije so območja koncentracije. Kolumbija ima morda največje število vrst palm v eni državi. Nekatere palme so tudi avtohtone v puščavskih območjih, kot so Arabski polotok in deli severozahodne Mehike. Samo približno 130 vrst palm naravno raste v celoti zunaj tropskega pasu, večinoma v vlažnem nižinskem subtropskem podnebju, v visokogorju v južni Aziji in ob obrobju Sredozemskega morja. Najsevernejša avtohtona palma je Evropska palma (Chamaerops humilis), ki doseže 44°S zemljepisne širine ob obali Ligurije v Italiji. Na južni polobli je najjužnejša palma Rhopalostylis sapida (palma nīkau), ki doseže 44° J na Chathamskih otokih, kjer prevladuje oceansko podnebje. Gojenje palm je možno severno od subtropskega podnebja, nekateri kraji na višjih zemljepisnih širinah, kot so Irska, Škotska, Anglija in pacifiški severozahod, pa imajo nekaj palm na zaščitenih lokacijah in v mikroklimah. V Združenih državah je vsaj 12 avtohtonih vrst palm, ki se večinoma pojavljajo v zveznih državah globokega juga in Floride.
Palme naseljujejo različne ekosisteme. Več kot dve tretjini vrst palm živi v vlažnih gozdovih, kjer nekatere vrste zrastejo dovolj visoko, da tvorijo del krošnje, nižje vrste pa tvorijo del podrastja. Nekatere vrste tvorijo čiste sestoje na območjih s slabo drenažo ali rednimi poplavami, vključno z Raphia hookeri, ki je pogosta v obalnih sladkovodnih močvirjih v Zahodni Afriki. Druge palme živijo v tropskih gorskih habitatih nad 1000 m, kot so tiste iz rodu Ceroxylon, ki izvira iz ndov. Palme lahko živijo tudi na travnikih in grmiščih, običajno povezanih z vodnim virom, in v puščavskih oazah, kot je pravi datljevec. Nekaj palm je prilagojenih na izjemno bazična apnena tla, medtem ko so druge podobno prilagojene na ekstremno pomanjkanje kalija in toksičnost težkih kovin v serpentinastih tleh.
Palme so monofiletska skupina rastlin, kar pomeni, da skupino sestavljajo skupni prednik in vsi njegovi potomci. Obsežne taksonomske raziskave palm so se začele z botanikom H. E. Moore, ki jih je organiziral v 15 večjih skupin, ki temeljijo predvsem na splošnih morfoloških značilnostih. Naslednja klasifikacija, ki sta jo predlagala N. W. Uhl in J. Dransfield leta 1987, je revizija Moorove klasifikacije, ki organizira palme v šest poddružin. Spodaj je navedenih nekaj splošnih lastnosti vsake poddružine.
- Coryphoideae so najbolj raznolika poddružina in so parafiletična skupina, kar pomeni, da imajo vsi člani skupine skupnega prednika, vendar skupina ne vključuje vseh potomcev prednika. Večina palm v tej poddružini ima dlanasto narezane liste in posamezne cvetove s tremi ali včasih štirimi plodiči. Plod se običajno razvije samo iz enega plodiča.
- Poddružina Calamoideae vključuje plezalne palme, kot so ratani. Listi so običajno pernati; izpeljani znaki (sinapomorfije) vključujejo bodice na različnih organih, organe, specializirane za plezanje, podaljšek glavnega stebla listonosnih reflektiranih bodic in prekrivajoče se luske, ki pokrivajo plod in jajčnik.
- Poddružina Nypoideae vsebuje samo eno vrsto, Nypa fruticans, ki ima velike pernate liste. Plod je nenavaden v tem, da plava, steblo pa je dihotomno razvejano, nenavadno tudi pri palmah.
- Poddružina Ceroxyloideae ima majhne do srednje velike cvetove, spiralno razporejene, z pestičem treh spojenih plodičev.
- Arecoideae so največja poddružina s šestimi različnimi plemeni (Areceae, Caryoteae, Cocoseae, Geonomateae, Iriarteeae in Podococceae), ki vsebujejo več kot 100 rodov. Vsa plemena imajo pernate ali dvojno pernate liste in cvetove, ki so razporejeni v skupine po tri, z osrednjim pestičem in dvema staminatima cvetovoma.
- Phytelephantoideae so enodomna poddružina. Člani te skupine imajo izrazite monopodalne cvetne grozde. Druge posebne značilnosti vključujejo ginecej s petimi do desetimi spojenimi plodiči in cvetove z več kot tremi deli na vrtin. Plodovi so večsemenski in imajo več delov.

Trenutno obstaja nekaj obsežnih filogenetskih študij Arecaceae. Leta 1997 sta Baker na primer raziskovali odnose med poddružinami in plemeni z uporabo kloroplastne DNK iz 60 rodov iz vseh poddružin in plemen. Rezultati so močno pokazali, da so Calamoideae monofileti, Ceroxyloideae in Coryphoideae pa parafileti. Sorodstva med Arecoideae so negotova, vendar so morda povezana s Ceroxyloideae in Phytelephantoideae. Študije so pokazale, da je pomanjkanje popolnoma razrešene hipoteze o odnosih v družini posledica različnih dejavnikov, vključno s težavami pri izbiri ustreznih zunanjih skupin, homoplazijo v morfoloških karakternih stanjih, počasnimi stopnjami molekularne evolucije, pomembne za uporabo standardnih markerjev DNK in polarizacijo znakov. Vendar pa so med vrstama Orbignya in Phoenix opazili hibridizacijo, uporaba kloroplastne DNK v kladističnih študijah pa lahko povzroči netočne rezultate zaradi materinega dedovanja kloroplastne DNK. Kemični in molekularni podatki iz DNK, ki ni organel, bi lahko bili na primer učinkovitejši za preučevanje filogenije dlani.

## Izbrani rodovi
- Archontophoenix—Archontophoenix cunninghamiana
- Areca—Areca catechu
- Astrocaryum
- Attalea
- Bactris—Breskova palma
- Beccariophoenix—Beccariophoenix alfredii
- Bismarckia—Bismarckova palma
- Borassus—Palmira palma, Borassus flabellifer
- Butia
- Calamus—Ratan palma
- Ceroxylon
- Coconut—Kokosova palma
- Coccothrinax
- Copernicia—Carnauba wax (brazilski vosek)
- Corypha—Talipotova palma
- Elaeis—Oljna palma
- Euterpe—Açaí palma
- Hyphaene—Hyphaene thebaica
- Jubaea—Čilska vinska palma
- Latania—Latanska palma
- Licuala
- Livistona—Livistona rotundifolia
- Mauritia—Moriche palma
- Metroxylon—Metroxylon sagu
- Nypa fruticans—Nipa palma
- Parajubaea—Bolivijski gorski kokos
- Phoenix—Pravi datljevec
- Pritchardia —Fidžijska pahljačasta palma
- Raphia—Palma rafije
- Rhapidophyllum —Iglasta palma
- Rhapis —Bambusova palma
- Roystonea—Kubanska kraljeva palma
- Sabal—Palmeto
- Salacca—Salaka
- Syagrus—Syagrus romanzoffiana
- Thrinax
- Trachycarpus—Trachycarpus fortunei, Trachycarpus takil
- Trithrinax —Karandajeva palma
- Veitchia—Veitchia merrillii, Veitchia joannis
- Washingtonia—Mehiška pahljačasta palma

## Uporaba
Človeška uporaba palm je stara vsaj toliko kot človeška civilizacija sama, začenši z gojenjem datljeve palme s strani Mezopotamcev in drugih ljudstev Bližnjega vzhoda pred 5000 leti ali več. Datljev les, lupine za shranjevanje datljev in druge ostanke palme so našli na mezopotamskih najdiščih. Datljeva palma je imela izjemen vpliv na zgodovino Bližnjega vzhoda. W.H. Barreveld je napisal/a:
Lahko bi šli tako daleč in rekli, da bi bilo širjenje človeške rase v vroče in puste dele »starega« sveta veliko bolj omejeno, če datljeve palme ne bi bilo. Datljeva palma ni samo zagotavljala koncentrirano energijsko hrano, ki jo je bilo mogoče enostavno shraniti in prenašati s seboj na dolga potovanja po puščavah, temveč je ustvarila tudi bolj prijazen življenjski prostor za ljudi, v katerem so lahko živeli, saj je zagotavljala senco in zaščito pred puščavskimi vetrovi. Poleg tega so iz datljeve palme dobivali tudi različne izdelke za uporabo v kmetijski pridelavi in za gospodinjske pripomočke, praktično vsi deli palme pa so imeli uporaben namen.
Pomen palm v starih časih kaže na to, da so v Svetem pismu omenjene več kot 30-krat  in vsaj 22-krat v Koranu.
Arecaceae imajo velik gospodarski pomen, vključno s kokosovimi izdelki, olji, datlji, palmovim sirupom, slonokoščenimi oreščki, karnauba voskom, trsom iz ratana, rafijo in palmovim lesom. Ta družina zagotavlja veliko količino človeške prehrane in več drugih uporab, tako glede na absolutno proizvedeno količino kot glede na število udomačenih vrst. To je veliko več kot skoraj katera koli druga rastlinska družina, šesta med udomačenimi rastlinami v človeški prehrani in prva po skupni pridelani ekonomski vrednosti – prvo mesto si deli s Poaceae in Fabaceae. Te uporabe pri ljudeh so razširile tudi številne vrste Arecaceae po vsem svetu.
Poleg zgoraj omenjene datljeve palme so člani družine palm, ki se uporabljajo za ljudi, številni.
- Vrsta Arecaceae je palma areka, katere plod, oreh areka, žvečimo z listom betela za opojne učinke (Areca catechu).
- Carnauba ali brazilski vosek se pridobiva iz listov brazilske palme (Copernicia).
- Ratan, katerega stebla se v veliki meri uporabljajo za pohištvo in košare, spada v rod calamus.
- Palmovo olje je jedilno rastlinsko olje, ki ga proizvajajo oljne palme iz rodu Elaeis.
- Več vrst se nabira za palmovo srce, zelenjavo, ki jo uživamo v solatah. Zelenjava je pridelana iz notranjega jedra in rastnih popkov nekaterih palm, predvsem kokosa (Cocos nucifera), jucare (Euterpe edulis), palme açaí (Euterpe oleracea), palmete (Sabal spp.) in breskove palme.
- Sok palme nipa, Nypa fruticans, se uporablja za izdelavo kisa.
- Palmov sok včasih fermentirajo za proizvodnjo palmovega vina, alkoholne pijače, ki je pogosta v delih Afrike, Indije in na Filipinih. Sok se lahko pije svež, vendar je fermentacija hitra, doseže do 4 % vsebnosti alkohola v eni uri in postane kis v enem dnevu.[19]
- Sok palmire in datljeve palme pobirajo v Bengalu v Indiji za predelavo v pijačo gur in jaggery.
- Zmajevo kri, rdečo smolo, ki se tradicionalno uporablja kot lak, zdravilo, kadilo in barvilo, je mogoče pridobiti iz plodov vrste Calamus spp. Prvenstveno Daemonorops tudi Calamus rotang, Croton, Dracaena in Pterocarpus
- Kokos je delno užitno seme ploda kokosove palme (Cocos nucifera).
- Kokosova vlakna so groba, vodoodporna vlakna, pridobljena iz zunanje lupine kokosovih orehov, ki se uporabljajo za predpražnike, krtače, žimnice in vrvi. V Indiji čebelarji uporabljajo kokosovo vlakno v svojih kadilnicah za čebele.
- Nekatere domorodne skupine, ki živijo na območjih, bogatih s palmami, uporabljajo palme za izdelavo mnogih svojih potrebnih predmetov in hrane. Sago, na primer, škrob, narejen iz sredice debla sagove palme Metroxylon sagu, je glavna osnovna hrana nižinskih prebivalcev Nove Gvineje in Molukov. To ni ista rastlina, ki se običajno uporablja kot sobna rastlina in se imenuje sago palma.
- Palmovo vino je narejeno iz palme Jubaea, imenovane tudi čilska vinska palma ali coquito palma
- V zadnjem času se uporablja sadež açaí palme Euterpe zaradi njegovih cenjenih zdravstvenih koristi.
- Palmo Serenoa repens preiskujejo kot zdravilo za zdravljenje povečane prostate.
- Palmovi listi so nekaterim ljudstvom dragoceni tudi kot material za slamo, košare, oblačila in v verskih obredih.
- Okrasna uporaba: danes so palme dragocene kot okrasne rastline in jih pogosto gojijo ob ulicah v tropskih in subtropskih mestih. Chamaedorea elegans je priljubljena sobna rastlina in jo gojijo v zaprtih prostorih zaradi nezahtevnega vzdrževanja. Severneje so palme običajne v botaničnih vrtovih ali kot sobne rastline. Nekaj palm prenese močan mraz in večina vrst je tropskih ali subtropskih. Tri najbolj odporne na mraz vrste so Trachycarpus fortunei, ki izvira iz vzhodne Azije, ter Rhapidophyllum hystrix in Sabal minor, obe izvirata v jugovzhodnih ZDA.
- Jugovzhodna ameriška zvezna država Južna Karolina ima vzdevek Palmetto State po palmi sabal palmetto, iz katere hlodov so zgradili utrdbo v Fort Moultrieju. Med ameriško revolucionarno vojno so bile neprecenljive za tiste, ki so branili utrdbo, saj je njihov gobast les absorbiral ali odbijal britanske topovske krogle.[20]
- Singapurski politik Tan Cheng Bock uporablja simbol palme, podoben Ravenali, da ga predstavlja na singapurskih predsedniških volitvah leta 2011.[21] Simbol stranke, ki jo je ustanovil, Progress Singapore Party, je prav tako temeljil na palmi.
- Na pepelnično sredo katoličani prejmejo na čelo križ iz palmovega pepela kot spomin na katoliško vero, da se vsakdo in vse sčasoma vrne tja, od koder je prišel, kar se običajno izraža z rekom »pepel v pepel in prah v prah«.[22]

- Plod datljeve palme Phoenix dactylifera
- Palme Washingtonia robusta obdajajo Ocean Avenue v Santa Monici v Kaliforniji.
- Rodeo Palms, pododdelek v Manvelu v Teksasu
- Palma Sabal na nacionalni obali Canaveral
- Kokosovi cvetovi
- Bližnji posnetek vrha, Atlantski ocean, Georgia, ZDA

## Ogrožene vrste
Tako kot mnoge druge rastline so tudi palme ogrožene zaradi človekovih posegov in izkoriščanja. Največje tveganje za palme je uničenje habitata, zlasti v tropskih gozdovih, zaradi urbanizacije, sekanja lesa, rudarjenja in spreminjanja v kmetijska zemljišča. Palme se po tako velikih spremembah habitata le redkokdaj razmnožijo, zanje pa so najbolj ranljive tiste z majhnim habitatnim obsegom. Nevarno je tudi nabiranje palmovega srca, poslastice v solatah, ker izvira iz palminega apikalnega meristema, vitalnega dela palme, ki ga ni mogoče ponovno obnoviti (razen pri udomačenih sortah, npr. breskovi palmi). Uporaba palm iz ratana v pohištvu je povzročila veliko zmanjšanje populacije teh vrst, kar je negativno vplivalo na lokalne in mednarodne trge ter biotsko raznovrstnost na tem območju. Prodaja semen drevesnicam in zbirateljem je še ena grožnja, saj se semena priljubljenih palm včasih pobirajo neposredno iz narave. Leta 2006 je vsaj 100 vrst palm veljalo za ogrožene, devet vrst pa je bilo nedavno izumrlih.
Vendar več dejavnikov otežuje ohranjanje palme. Palme živijo v skoraj vseh vrstah toplih habitatov in imajo izjemno morfološko raznolikost. Večina palmovih semen hitro izgubi sposobnost preživetja in jih ni mogoče ohraniti pri nizkih temperaturah, ker mraz ubije zarodek. Težave predstavlja tudi uporaba botaničnih vrtov za ohranjanje, saj le redko lahko hranijo več kot nekaj rastlin katere koli vrste ali resnično posnemajo naravno okolje. Obstaja tudi tveganje, da lahko navzkrižno opraševanje vodi do hibridnih vrst.
Skupina strokovnjakov za palme Svetovne zveze za varstvo narave (IUCN) je začela delovati leta 1984 in je izvedla vrsto treh študij, da bi našla osnovne informacije o statusu palm v naravi, uporabi divjih palm in palmah v gojenju. Dva projekta o ohranjanju in uporabi palm, ki ju je podpiral Svetovni sklad za naravo, sta potekala od leta 1985 do 1990 in 1986–1991 v ameriških tropih oziroma jugovzhodni Aziji. Obe študiji sta prinesli veliko novih podatkov in publikacij o palmah. Priprava globalnega akcijskega načrta za ohranitev palm se je začela leta 1991 ob podpori IUCN in je bil objavljen leta 1996.
Najredkejša znana palma je Hyophorbe amaricaulis. Edini živi posameznik ostaja v botaničnem vrtu Curepipe na Mavriciju

## Škodljivci
Nekateri škodljivci so specialisti za določene taksone. Škodljivci, ki napadajo različne vrste palm, so:
- Raoiella indica, rdeča palmova pršica[26]
- Caryobruchus gleditsiae, palmov hrošč ali palmov zavijač [27]
- Rhynchophorus ferrugineus, rdeči palmov zavijač, nedavno prinesen v Evropo [28][29]

## Simbolika
Palmova veja je bila v klasični antiki simbol zmagoslavja in zmage. Rimljani so prvake v igrah in vojaške uspehe nagrajevali s palmovimi vejami. Zgodnji kristjani so uporabljali palmovo vejo za simbol zmage vernikov nad sovražniki duše, kot na prazniku Cvetne nedelje ob praznovanju zmagoslavnega vstopa Jezusa Kristusa v Jeruzalem. V judovstvu palma predstavlja mir in obilje ter je ena od štirih vrst Sukota; palma lahko simbolizira tudi drevo življenja v kabali.
Krošnje vozov Rathayatra, ki prevažajo božanstva Krišne in člane njegove družine na festivalu vozov v Jagganath Puriju v Indiji, so označene z emblemom palme. Natančneje, to je simbol Krišninega brata Baladeve.
Leta 1840 je ameriški geolog Edward Hitchcock (1793–1864) v svoji Elementarni geologiji objavil prvo drevesno paleontološko karto z dvema ločenima drevesoma življenja za rastline in živali. Te so okronane (grafično) s palmami in človekom.
Palma, še posebej kokosova, danes ostaja simbol tropskega otoškega raja. Palme se pojavljajo na zastavah in pečatih več krajev, kjer so domorodne, med njimi Haiti, Guam, Savdova Arabija, Florida in Južna Karolina.